# Kasack (Kleidung)
Ein Kasack (auch Kasak, von französisch casaque, wiederum von türkisch kazak ‚Kosak‘ oder italienisch casacca ‚Jacke‘) ist ein locker geschnittenes Oberbekleidungsstück. Heute bezeichnet das Wort vor allem eine Bluse, die vorrangig von Mitarbeitern in der Pflege und im medizinischen Bereich getragen wird.

## Reitmantel

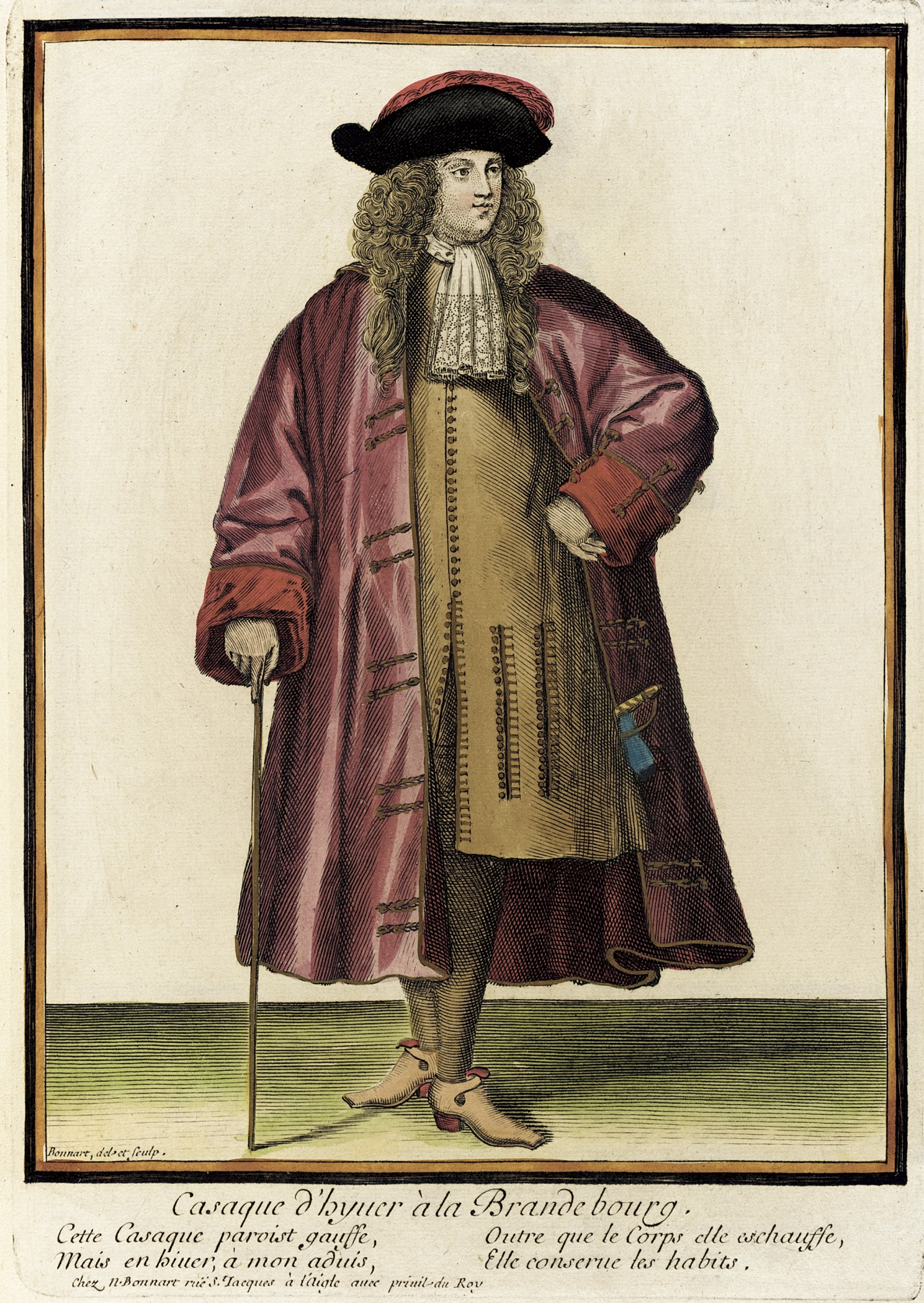
Winterkasack Brandenburger Art um 1680

Kasack bezeichnete ursprünglich einen weitgeschnittenen Reit- oder Reisemantel, später auch die Uniform der mousquetaires de la garde. Aus dem Kasack entwickelte sich vermutlich das Justaucorps.
Heute ist casaque die französische Bezeichnung für das Trikot der Jockeys.

## Krankenhauskleidung

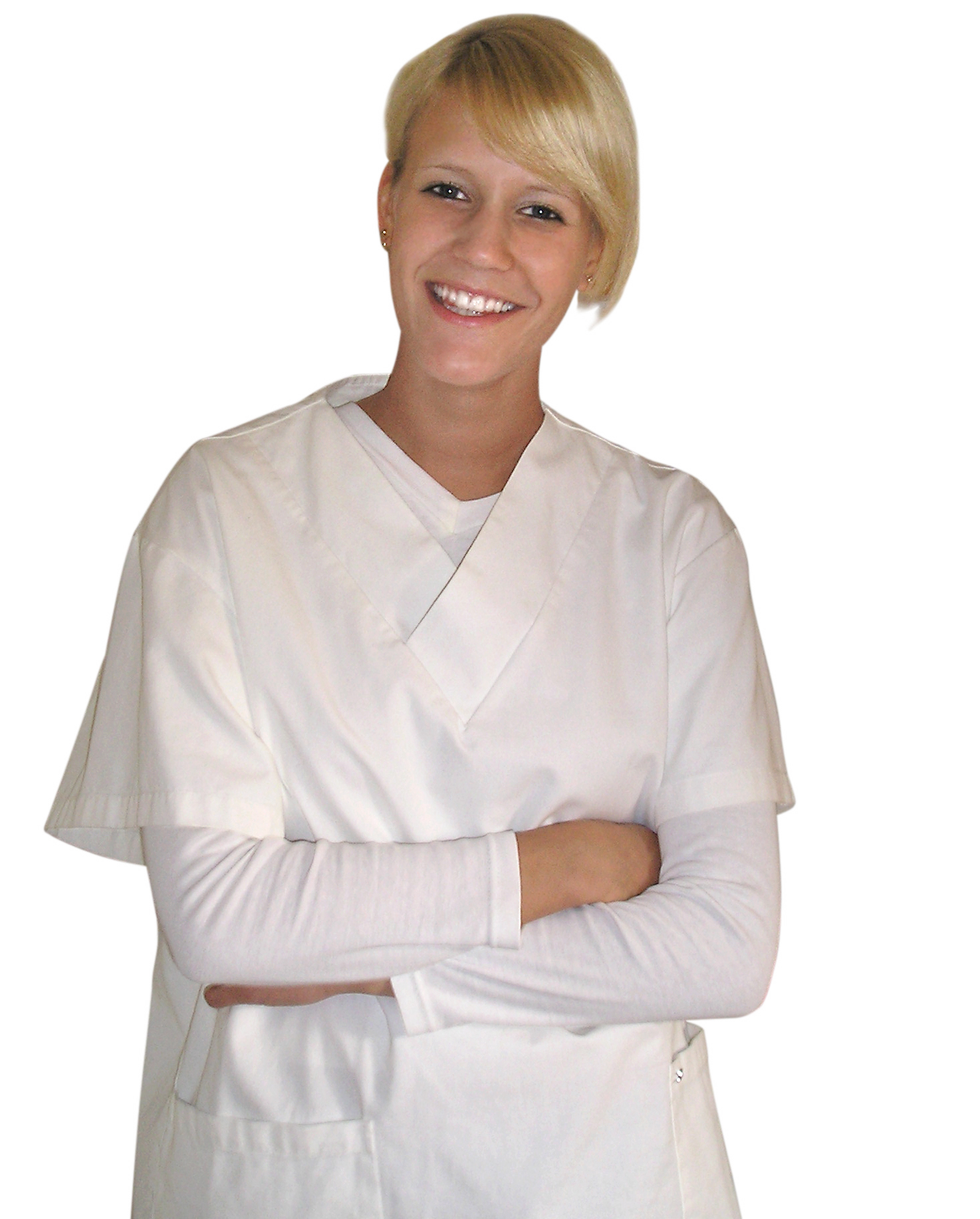
Krankenpflegerin mit weißem Kasack

Kasacks für Krankenpfleger gibt es in verschiedenen Ausführungen. Die herkömmliche Form ist ein geschlossenes kurzärmeliges Hemd mit einem überschnittenen V-Ausschnitt, meist mit einer Brusttasche und zwei Seitentaschen etwa auf Hüfthöhe, ähnlich einem Laborkittel. Auch gibt es offene Kasacks, ärmellos, halb- oder ganzärmelig, die ähnlich einem Arztmantel länger ausfallen. Kasacks werden in der Regel vom Arbeitgeber gestellt und nach jedem Dienst gereinigt.
Die Farbe der Dienstkleidung von Mitarbeitern eines Krankenhauses, mithin auch die des Kasacks, kann sich je nach Einsatzgebiet und von Klinik zu Klinik unterscheiden.